# Maira gracilicornis
Maira gracilicornis är en tvåvingeart som beskrevs av Meijere 1914. Maira gracilicornis ingår i släktet Maira och familjen rovflugor. Inga underarter finns listade i Catalogue of Life.